# Perthiola
Perthiola is een geslacht van vliesvleugeligen uit de familie Eulophidae. De wetenschappelijke naam van dit geslacht is voor het eerst geldig gepubliceerd in 1988 door Boucek.

## Soorten
Het geslacht Perthiola omvat de volgende soorten:
- Perthiola bouceki Reina & La Salle, 2005
- Perthiola mazaneci Boucek, 1988
- Perthiola moringae (Narendran, 2003)